# アトリエかぐや
アトリエかぐや（英: Atelier Kaguya）は、株式会社アステックトゥーワン（大阪府大阪市西区九条南2-16-8 ASTECビル）のアダルトゲームブランドである。発売日の延期やバグの存在などアダルトゲームで多発する問題が少ないことや、安定した内容から人気の高いブランドの1つである。

## 概要
AZITO等の全年齢向けゲームソフトを開発していた株式会社アステックトゥーワンが2001年に設立した。
Keyに代表される「泣きゲー」とは正反対な、ご都合主義満載のエロティズムを重視した作品（いわゆる「抜きゲー」）を多数発売しており、どの作品においても、密度の濃いセックスシーンが多数挿入されている。Berkshire Yorkshireからは、『家庭教師のおねえさん』や『姉汁』等、いわゆる「お姉さん」に特化した作品を発売している。また、卑語を修正するピー音が非常に短く、消すべき音と微妙にずれていることによる「修正されているのに聴き取れる卑語（いわゆるかぐや消し）」を用いたメーカーの先駆けともなっている。
それぞれ堅調な売り上げを維持している一方で、抜きゲーメーカーの壁である3万本を越えるような爆発的なヒット作は生み出せていない。
2010年から2011年にかけ、これまでの堅調な売り上げに貢献していた看板原画家のchoco chipやM&Mが相次いで退社・移籍したため、それ以降は一時期ロープライス作品に比重を置いていた。また、2011年からは『KAGUYAコレクション』と題して過去作品の廉価版のパッケージ販売やダウンロード販売も行っている。

### 開発チーム制
2022年（令和4年）現在、以下の開発チームから構成される。
1. Honky-Tonk Pumpkin（ホンキートンク パンプキン） - 2007年〜
2. Cheshier cat - 2013年〜
3. BARE & BUNNY - 2013年〜

　開発休止・消滅したチーム。
1. TEAM HEARTBEAT（チーム ハートビート） - 2001年〜 2011年 *アストロノーツへ移籍。
2. Berkshire Yorkshire（バークシャー ヨークシャー） - 2001年〜 2011年
3. DREIZEHN（ドライツェン） - 2004年〜 2006年
4. P-ch（ピーチ） - *実質的には外注チーム。
5. Fortissimo ff - 2013年
6. TEAM Gassa-Q（チーム ガッサ・キュー） - 2012年〜2019年

複数の開発チームによる作品製作を行っており、「TEAM HEARTBEAT」と「Berkshire Yorkshire」の2ラインが主力であった。2004年に発足した「DREIZEHN」は開発ペースが遅く、2006年9月に発売した『淫皇覇伝アマツ -白濁の呪印-』以降は作品を発表していない。2007年4月には「Honky-Tonk Pumpkin」による作品が発売された。2009年12月には新たにP-chでの開発が発表され、原画に八宝備仁を迎えている。ただし、「P-ch」だけは社内の他チームとは異なり開発スタッフの大半がCROSSNETで『彼女×彼女×彼女 〜三姉妹とのドキドキ共同生活〜』を制作したωstarのメンバーで構成されており、アトリエかぐやは発売・販売のみ（制作著作はアトリエかぐや P-chと八宝備仁の連名）を請け負っているだけで、実質的には外注チームに近い状況である。また、「P-ch」ではゲームエンジンはアトリエかぐやのアプリケーションではなくFAVORITE VIEW POINT SYSTEMを使用しており、卑語に関しても無修正である。ブランド全体では年間3〜5作品を発表している。
2010年7月、M&Mと並んで長年看板原画家として活躍してきたchoco chipが退社。翌2011年8月には企画担当にあった桐生タツヒコらが退社し、新規ブランド「アストロノーツ」を立ち上げた。M&Mをはじめ数人の原画家やシナリオライター等、「TEAM HEARTBEAT」を構成するメンバーの大半が退社して「アストロノーツ」へ移籍したため、「TEAM HEARTBEAT」は稼働停止となった。他にも低価格ブランドのゲームを担当していた原画家やシナリオライター等も、同社へ移籍している。
2012年9月、公式サイトのリニューアルと同時に3年ぶりの新チーム「TEAM Gassa-Q」の始動が発表されたが、翌月にはメイン原画家の1人であった坂上海も退社したことを発表した。翌2013年春には、新チーム「Cheshier cat」・「Fortissimo ff」の2チームの始動が発表された。また「Fortissimo ff」のデビュー作『プレスタ〜Preciouas Star's フェスティバル〜』にはchoco chipがSD原画担当として約3年ぶりに開発に携わる事になり、choco chip本人もアトリエかぐやへの復帰を発表している。同年11月には新チーム「BARE & BUNNY」の始動が発表され、choco chipがメイン原画として復帰、チームの作風もかつての「Berkshire Yorkshire」を継承している。
2021年11月、メイン原画家の1人であった有栖川千里が退社およびアダルトゲーム原画家業からの引退を発表。

## 沿革等

### 草創期
作品としては『まもってあげたい。 〜Dear My Master〜』から3作目の『少拘女 〜私を忘れないで〜』まで。参入直後で知名度も低く、3作品とも売り上げは芳しくなかった模様。

### 『最終痴漢電車』〜『恥辱診察室』
原画の固定、チーム分業制、抜きゲー色の強化などブランドの方向性を決定した時期。『最終痴漢電車』で一定の成功を収め、以降の基礎となった。

### 『人形の館』と『妹汁』
『人形の館』では声優陣を刷新し、抜きゲーメーカーとしてのブランドを確立した。一方BYは『妹汁』によってそれまでの陵辱色を消し、コメディ重視の方向を打ち出した。

### 姉三部作
『ナースにおまかせ』・『家庭教師のおねえさん』・『姉汁』の3作品のこと。HBにブランド力でやや劣っていたBYだが、この3作品で一気にHBと肩を並べる。この時期、HBも相変わらず堅調を維持していたため、結果としてかぐや全体の売り上げが大きく底上げされた。また後に発売された『艶女医』も姉三部作と同じ作風で作られており、場合によっては四部作とも呼べる。

### 最終痴漢電車シリーズ
HBが製作している『最終痴漢電車』・『最終痴漢電車2』・『最終痴漢電車3』の3作のこと。1の主人公・天野哲雄が発案した『最終痴漢電車』を、やがてある組織が一機関として継承し、シリーズを通して『最終痴漢電車』なる巨大な組織が暗躍する形で、登場人物達がその組織に巻き込まれる姿が描かれている。1・2に登場する松尾平蔵、2の田村貞治と3のTamuraは同一人物である。そして2から数年の月日が経ち、3の物語がはじまった設定になっている。

### アイオーン・シリーズ
『マジカルウィッチアカデミー』・『淫皇覇伝アマツ』・『ダンジョンクルセイダーズ』・『ダンジョンクルセイダーズ2』・『マジカルウィッチコンチェルト』のアイオーン中央大陸周辺を舞台にした5作品のこと。元々はHBの『マジカルウィッチアカデミー』とDZの『アマツ』の世界観をひとつにしたのがはじまりで、後にHBの『ダンジョンクルセイダーズ』の初回版に同梱された設定集の『精霊暦年表』にて正式に統一された。ちなみに『マジカルウィッチアカデミー』・『ダンジョンクルセイダーズ2』・『マジカルウィッチコンチェルト』を基準にすると、『アマツ』はそれより500年前、『ダンジョンクルセイダーズ』は100年前の物語となっている。

## 作品一覧
| タイトル                                                                                  | チーム | 発売日         | 備考                                                                                   |
| ----------------------------------------------------------------------------------------- | ------ | -------------- | -------------------------------------------------------------------------------------- |
| まもってあげたい。 〜Dear My Master〜                                                     |        | 2001年2月23日  |                                                                                        |
| 堕ちゆく教室                                                                              |        | 2001年6月1日   |                                                                                        |
| 少拘女 〜私を忘れないで〜                                                                 |        | 2001年6月22日  |                                                                                        |
| 最終痴漢電車                                                                              | TH     | 2001年10月26日 | 「TEAM HEARTBEAT」デビュー作・『最終痴漢電車』シリーズ第1弾                            |
| 狂淫学園                                                                                  | BY     | 2001年11月22日 | 「Berkshire Yorkshire」デビュー作                                                      |
| 女教師                                                                                    | TH     | 2002年3月29日  |                                                                                        |
| 恥辱診察室                                                                                | BY     | 2002年6月21日  | 白川三姉妹三部作第1弾                                                                  |
| 人形の館〜淫夢に抱かれたメイドたち〜                                                      | TH     | 2002年10月25日 |                                                                                        |
| 妹汁                                                                                      | BY     | 2002年12月13日 |                                                                                        |
| 人妻コスプレ喫茶                                                                          | TH     | 2003年5月30日  |                                                                                        |
| ドキドキお姉さん                                                                          | BY     | 2003年7月25日  |                                                                                        |
| 最終痴漢電車2                                                                             | TH     | 2003年12月19日 | 『最終痴漢電車』シリーズ第2弾                                                          |
| まほこい 〜エッチな魔法で恋×濃しちゃう〜                                                  | BY     | 2004年2月27日  |                                                                                        |
| 最終痴漢電車 DVD EDITION                                                                  | TH     | 2004年3月26日  |                                                                                        |
| 恥辱診察室 DVD EDITION                                                                    | BY     | 2004年5月28日  |                                                                                        |
| 瀬里奈                                                                                    | TH     | 2004年7月23日  |                                                                                        |
| ナースにおまかせ                                                                          | BY     | 2004年9月24日  | 白川三姉妹三部作第2弾                                                                  |
| 裏入学 〜淫液に濡れた教科書〜                                                             | DZ     | 2004年12月17日 | 「DREIZEHN」デビュー作、原画は神藤みけこ                                               |
| マジカルウィッチアカデミー 〜ボクと先生のマジカルレッスン〜                               | TH     | 2005年2月25日  | アイオーン・シリーズ第1弾                                                              |
| 家庭教師のおねえさん                                                                      | BY     | 2005年4月28日  |                                                                                        |
| 女教師 DVD EDITION                                                                        | TH     | 2005年7月29日  | ルート増設に伴う新規CGの追加など変更要素多数                                           |
| 牝奴隷 〜犯された放課後〜                                                                 | TH     | 2005年9月30日  | ソフトウェア倫理機構の規制により、KAGUYAコレクションでは『原罪の教室』へとタイトル変更 |
| 姉汁 〜白川三姉妹におまかせ〜                                                             | BY     | 2005年11月25日 | 白川三姉妹三部作第3弾                                                                  |
| 人妻コスプレ喫茶2                                                                         | TH     | 2006年4月28日  |                                                                                        |
| School ぷろじぇくと☆                                                                      | BY     | 2006年6月30日  |                                                                                        |
| 淫皇覇伝アマツ -白濁の呪印-                                                               | DZ     | 2006年9月29日  | アイオーン・シリーズ第2弾                                                              |
| ダンジョンクルセイダーズ                                                                  | TH     | 2006年12月15日 | 初のRPG作品、アイオーン・シリーズ第3弾                                                 |
| 幼なじみと甘〜くエッチに過ごす方法                                                        | BY     | 2007年2月23日  |                                                                                        |
| で・る・た! 〜おねだり天使とひとつ屋根の下〜                                              | HP     | 2007年4月27日  | 「Honky-Tonk Pumpkin」デビュー作                                                       |
| 虜ノ姫 〜淫魔の調律〜                                                                     | TH     | 2007年6月29日  |                                                                                        |
| 艶女医（エンジョイ） 〜2人のエッチな女医とエロエロ研修体験〜                              | BY     | 2007年9月28日  | 初のHシーンアニメーション搭載作品                                                      |
| オレと彼女は主従なカンケイ                                                                | HP     | 2007年11月30日 | 原画は騎士二千、有子遥一、なかじまこんた他                                             |
| 夏神                                                                                      | TH     | 2008年1月25日  |                                                                                        |
| 新妻イカせてミルク!                                                                       | HP     | 2008年4月25日  |                                                                                        |
| プリマ☆ステラ                                                                             | BY     | 2008年6月27日  |                                                                                        |
| 毎日がM!                                                                                  | HP     | 2008年11月28日 | 原画は1:02am。                                                                         |
| ダンジョンクルセイダーズ2 〜永劫の楽土〜                                                  | TH     | 2008年12月19日 | アイオーン・シリーズ第4弾                                                              |
| さらさらささら                                                                            | BY     | 2009年2月27日  |                                                                                        |
| マジカルウィッチコンチェルト                                                              | TH     | 2009年6月26日  | アイオーン・シリーズ第5弾                                                              |
| ちゅぱしてあげる 〜スポーツクラブのおねえさん〜                                           | HP     | 2009年7月24日  | 原画は1:02am。                                                                         |
| プリ☆さら 〜ドキドキ×らぶらぶWファンディスク〜                                            | BY     | 2009年9月18日  | プリマ☆ステラとさらさらささらのファンディスク。                                        |
| 姉です。 〜姉死覚悟の「弟しぼり」な夏が来る!〜                                            | HP     | 2010年2月26日  | 原画は1:02am、坂上海。                                                                 |
| 霧谷伯爵家の六姉妹                                                                        | TH     | 2010年5月28日  |                                                                                        |
| クラ☆クラ 〜CLASSY☆CRANBERRY'S〜                                                          | PH     | 2010年7月23日  | P-chデビュー作                                                                         |
| すぷらっしゅ!                                                                             |        | 2010年7月30日  | ミドルプライス作品。原画はM&M、1:02am、濱田麻里、choco chip（SD原画）                  |
| キラリ☆南国小麦色 〜潮吹きパラダイスへようこそ!〜                                         | HP     | 2010年9月24日  | 原画は坂上海、有栖川千里。                                                             |
| 最終痴漢電車3                                                                             | TH     | 2010年12月17日 | 7年ぶりの『最終痴漢電車』シリーズ第3弾                                                 |
| さくら色カルテット                                                                        | BY     | 2011年4月8日   | 原画はピロ水。                                                                         |
| いじらレンタル 〜エロあまおねえさんに貸し出されちゃった!!〜                               | HP     | 2011年4月22日  | 原画は坂上海、有栖川千里。                                                             |
| おさこん 〜幼馴染みとイチャラブ結婚活動〜                                                 |        | 2011年6月24日  | ロープライス作品。原画はたぢまよしかづ。                                               |
| はらハラしちゃう! 〜親にはナイショの子作り性活〜 ―朝霧姉妹編―                             |        | 2011年6月24日  | ロープライス作品。原画は唯々月たすく。                                                 |
| 禁断の病棟 〜特殊精神科医 遊佐惣介の診察記録〜                                            | TH     | 2011年7月29日  | M&M最終作。                                                                            |
| はらハラしちゃう!!〜親にはナイショの子作り性活〜―甘原出雲編―                              |        | 2011年9月30日  | ロープライス作品。原画は唯々月たすく。                                                 |
| 姉はカノジョで専属メイド                                                                  |        | 2011年9月30日  | ロープライス作品。原画はピロ水。                                                       |
| 発情し〜ずん                                                                              |        | 2011年9月30日  | ロープライス作品。原画はぼたん味噌。                                                   |
| アルバイトの先輩の女のコに仕事を教わっていたら始まっちゃうHな関係。                       | HP     | 2011年11月25日 | 原画は坂上海、有栖川千里。                                                             |
| 白濁の蒼きエレナ〜射精したら封印が解けるなんてむしろご褒美です〜                          |        | 2011年12月26日 | ロープライス作品。原画は田宮秋人。                                                     |
| 白コキ黒コキ〜黒タイツに責められるがそれぐらいでは白ニーソをあきらめない俺〜              |        | 2012年5月25日  | ロープライス作品。原画はmero。                                                         |
| エロティ課 誘惑研修はじまるよ〜 〜しごいちゃうから覚悟なさい!〜                           | HP     | 2012年6月29日  | 原画は坂上海、有栖川千里。                                                             |
| バス畜〜隠された性癖を暴け〜                                                              |        | 2012年9月28日  | ロープライス作品。原画はみゃぁん。                                                     |
| 姉母娘でイクッ!〜大好きな姉を奪ったくせに浮気を続けるクズ旦那から姉の娘と共にネトリ返す〜 |        | 2012年10月26日 | ロープライス作品。原画は坂上海。坂上海最終作。                                         |
| スペルマン〜その復讐の膜を破れ〜                                                          | TGQ    | 2012年11月28日 | TEAM Gassa-Qデビュー作。原画はmero。                                                   |
| わがままミルク DE してあげる 〜エッチなお姉さんたちとのドピュドピュのホームシェア生活〜   | HP     | 2013年2月22日  | 原画は有栖川千里。                                                                     |
| ミニパイくれ〜ま〜 文句を言いたいのにおっぱいが感じちゃう                                 | CC     | 2013年5月31日  | 「Cheshier cat」デビュー作。原画はみゃぁん。                                           |
| プレスタ!〜Preciouas☆Star's フェスティバル〜                                              | FFF    | 2013年6月28日  | 「Fortissimo ff」デビュー作。原画はzinno、成瀬守、choco chip（SD原画）。               |
| たまはじ! -たまたまハジケル妹たち-                                                        | TGQ    | 2013年7月26日  | 原画はmero。                                                                           |
| モーレツ☆にゃん×2 クリニック 〜女医とナースがマンモスギザエロE→〜                         | HP     | 2013年9月27日  | 原画は有栖川千里。                                                                     |
| 肉牝R30 〜肉欲に堕ちた牝たち〜                                                            | CC     | 2013年12月20日 | 原画はみゃぁん。                                                                       |
| ばくあね 〜弟しぼっちゃうぞ!                                                              | BB     | 2014年1月31日  | 「BARE & BUNNY」デビュー作。原画はchoco chip。                                         |
| 常夏姉妹サンド                                                                            | TGQ    | 2014年3月28日  | 原画はmero。                                                                           |
| しゃぶら♥レンタル エッチなおねえさんとのエロエロレンタルお勉強                            | HP     | 2014年4月25日  | 原画は有栖川千里。                                                                     |
| 熟バレー 〜シゴキ扱かれる熟れた人妻達〜                                                   | CC     | 2014年7月25日  | 原画はみゃぁん。                                                                       |
| なまイキ 〜生粋荘へようこそ!〜                                                            | BB     | 2014年8月29日  | 原画はchoco chip、猫森にゃんた。                                                       |
| まぞまい Mな妹のエッチなおねだり                                                          | TGQ    | 2014年10月31日 | 原画はmero。                                                                           |
| 姪ドキッ!茶。                                                                             | HP     | 2014年11月28日 | 原画は有栖川千里、yoppy。                                                              |
| ユリキラー 淫欲に堕ちる百合たち                                                           | CC     | 2015年2月27日  | 原画はみゃぁん。                                                                       |
| CHU×ペット                                                                                | BB     | 2015年4月24日  | 原画はchoco chip、猫森にゃんた。                                                       |
| アクよめ! 悪魔な嫁に絞られる                                                              | TGQ    | 2015年5月29日  | 原画はmero、有栖川千里。                                                               |
| 姉と幼なじみは中がイイ! 〜「ニンベン」ついてないし…〜                                     | HP     | 2015年7月31日  | 原画はyoppy。                                                                          |
| ペンペンペナルティー 〜箱入り娘たちをHにオシオキ!!〜                                      | CC     | 2015年9月25日  | 原画はみゃぁん。                                                                       |
| ハラミタマ                                                                                | BB     | 2015年11月27日 | 原画はchoco chip、猫森にゃんた。                                                       |
| お兄ちゃん!! 射精の管理は妹に任せて!!                                                     | TGQ    | 2015年12月18日 | 原画はmero、有栖川千里。                                                               |
| LOVE トレ 〜エッチな恋愛トレーニング〜                                                    | HP     | 2016年2月26日  | 原画はyoppy。                                                                          |
| アイドルパフパフマネージメント 芸能娘をHにバストUPプロデュース                            | CC     | 2016年4月28日  | 原画はみゃぁん。                                                                       |
| えろゼミ〜エッチにヤルきにABC〜                                                           | BB     | 2016年6月24日  | 原画はchoco chip、猫森にゃんた。                                                       |
| 小悪魔発育チュ〜!                                                                         | TGQ    | 2016年7月29日  | 原画はmero、有栖川千里。                                                               |
| JD温泉。〜エロエロダイナマイト女子大生との温泉生活?〜                                     | HP     | 2016年9月30日  | 原画はyoppy。                                                                          |
| 新妻ふわトロ癒やらしエステ 毎日がHなラッキー×トラブル×ハプニング                          | CC     | 2016年11月25日 | 原画はみゃぁん。                                                                       |
| ばくあね2 〜弟しぼっちゃうぞ!                                                             | BB     | 2017年1月27日  | 原画はchoco chip。2014年に発売された「ばくあね」と話の繋がりはない。                   |
| 年下限定ヌキ×2シェアハウス                                                                | TGQ    | 2017年1月27日  | 原画はmero、有栖川千里。                                                               |
| このままだと弟がテクノブレイクで死んじゃうから子作り!                                     | HP     | 2017年5月26日  | 原画はyoppy。                                                                          |
| 催眠とろとろオペレーション                                                                | CC     | 2017年8月25日  | 原画はみゃぁん。                                                                       |
| しごカレ 〜エッチな女子大生とドキ×2ラブレッスン!!〜                                       | BB     | 2017年9月29日  | 原画はchoco chip、猫森にゃんた。                                                       |
| 舐めプ                                                                                    | TGQ    | 2017年10月27日 | 原画はmero、有栖川千里。                                                               |
| お姉さん×SHUFFLE! 〜ともだちのお姉ちゃんのエッチな体。〜                                  | HP     | 2017年12月22日 | 原画はyoppy、高尾あーや。                                                              |
| LOVExHOLIC〜魅惑の乙女と白濁カンケイ〜                                                    | BB     | 2018年5月25日  | 原画はchoco chip。                                                                     |
| あくめる∞ファミリー                                                                       | CC     | 2018年6月29日  | 原画はILL。                                                                            |
| シスパコ〜Hな甘辛4姉妹〜                                                                  | TGQ    | 2018年7月27日  | 原画はmero、有栖川千里。                                                               |
| 夏汁100％                                                                                 | HP     | 2018年8月31日  | 原画はyoppy、高尾あーや。                                                              |
| アまヤカシな彼女〜母性的なアヤカシ娘と甘エロ生活はじめます〜                              | CC     | 2018年12月21日 | 原画はH+O。                                                                            |
| 甘獄 〜快楽更生プロジェクト〜                                                             | TGQ    | 2019年1月25日  | 原画はmero、有栖川千里。                                                               |
| 姉ちゃんのススメ 〜お姉ちゃんのイタズラ性生活〜                                           | BB     | 2019年2月28日  | 原画はchoco chip。                                                                     |
| お姉さん先生 〜補習授業のエッチな先生〜                                                   | HP     | 2019年3月29日  | 原画はyoppy、高尾あーや。                                                              |
| 敏感巨乳美少女ツンふわ癒らしマッサージ                                                    | CC     | 2019年8月30日  | 原画はH+O。                                                                            |
| JK妹。                                                                                    | HP     | 2019年10月25日 | 原画はyoppy。                                                                          |
| ままごと 〜ママとないしょのエッチしましょ〜                                               | BB     | 2019年11月29日 | 原画はchoco chip。                                                                     |
| 搾精士のお姉さん ～女性だけの街で精液奴隷にされちゃった僕～                               | CC     | 2020年4月24日  | 原画はH+O。                                                                            |
| MamaxHolic〜魅惑のママと甘々カンケイ〜                                                    | BB     | 2020年9月25日  | 原画はchoco chip。2018年に発売した「LOVExHOLIC」の続編。                               |
| ムチムチだからムクムクした ～幼なじみとの過ごし方～                                       | HP     | 2020年10月30日 | 原画はyoppy。                                                                          |
| 姉は徒然なるママに 〜弟のHなお世話は甘エロJKシスターズにお任せ!〜                         | CC     | 2021年3月26日  | 原画はH+O。                                                                            |
| ねぇねぇ姉                                                                                | BB     | 2021年8月27日  | 原画はchoco chip。                                                                     |
| HOMESTAY a la mode                                                                        | HP     | 2021年9月24日  | 原画はたいのね。                                                                       |
| 大きいことはHなことだ! 高身長お姉さんたちとぶっかけハーレム性活                           |        | 2021年11月26日 | 原画は有栖川千里。有栖川千里最終作。                                                   |
| 異世界Hィートマッサージ 剣と魔法の世界をHな指圧スキルで無双制圧!!                         | CC     | 2022年7月29日  | 原画はイツキト。                                                                       |
| アネトモ                                                                                  | BB     | 2022年8月26日  | 原画はchoco chip。                                                                     |
| バブルdeハウスde○○○                                                                       | HP     | 2022年9月30日  | 原画はyoppy、たいのね。                                                                |
| となりのLOVE JUICE                                                                        | HP     | 2023年2月24日  | 原画はyoppy、たいのね。                                                                |
| Bunny's ママ代行サービス                                                                  | BB     | 2023年3月31日  | 原画はchoco chip。                                                                     |
| 異世界モンムスセンセーション モンムス先生と学ぶHな恋愛学                                  | CC     | 2023年5月26日  | 原画はイツキト。                                                                       |
| ミートイートガール                                                                        | HP     | 2023年11月24日 | 原画はyoppy、たいのね。                                                                |
| 搾らレンカレ契約 働く大人のお姉さんとHなレンタル彼氏性活                                  | CC     | 2024年2月16日  | 原画はイツキト。                                                                       |
| PurexHolic〜純潔乙女と婚姻カンケイ!?〜                                                    | BB     | 2024年3月29日  | 原画はchoco chip。2020年に発売した「mamaxHolic」の続編。                               |
| 妹Friend!                                                                                 | HP     | 2024年8月30日  | 原画はyoppy、たいのね。                                                                |
| トキメキ性春エロマッサージ学園 膣キュン×珍ムク×イカシアイ!!                               | CC     | 2024年10月25日 | 原画はイツキト。                                                                       |
| おっぱいでかいナースとイチャコラエロ×2入院生活!?                                          | BB     | 2025年1月31日  | 原画はchoco chip。                                                                     |
| イチャ姉!                                                                                 | HP     | 2025年5月30日  | 原画はyoppy、たいのね。                                                                |
| あくめる∞ギャルズドミトリー ～今日から始まる白黒ギャルのいいなり絞られ生活!～             | CC     | 2025年7月25日  | 原画はSnW。                                                                            |
| ハコニワ                                                                                  | BB     |                | 原画はchoco chip。                                                                     |

### 作品のアニメ化
アダルトアニメとして下記の作品がアニメ化されている。
ミルキーレーベル
- 最終痴漢電車（全三巻）
- 女教師（全三巻）
- 恥辱診察室（全二巻）
- 妹汁（全二巻）
- 人形の館（全二巻）
- 人妻コスプレ喫茶（全二巻）
- 最終痴漢電車2（全三巻）

ピンクパイナップル
2006年12月以降より。
- 姉汁（全二巻）
- 家庭教師のおねえさん（全二巻）
- マジカルウィッチアカデミー（全二巻）
- 人妻コスプレ喫茶2（全二巻）
- 家庭教師のおねえさん2（アニメオリジナル）（全二巻）
- 姉汁2（アニメオリジナル）（全二巻）
- 霧谷伯爵家の六姉妹（全二巻）
- 最終痴漢電車3（全二巻）
- 禁断の病棟（全二巻）
- ばくあね
- 肉牝R30
- しゃぶら♥レンタル
- なまイキ
- えろゼミ
- ばくあね2
- しごカレ
- Love×Holic（全四巻）